# Pocophora aoroptila
Pocophora aoroptila är en fjärilsart som beskrevs av Louis Beethoven Prout 1925. Pocophora aoroptila ingår i släktet Pocophora och familjen mätare. Inga underarter finns listade i Catalogue of Life.